# Vetus Latina
Vetus Latina foi o nome comumente dado aos textos bíblicos traduzidos para o latim antes da tradução de São Jerônimo, conhecida como Vulgata.
Vetus Latina é uma expressão em latim que significa "Latim Antigo".
Com a pregação do cristianismo por todo Império Romano, houve a necessidade de se traduzir os escritos bíblicos para os cristãos que não liam o grego ou o hebraico.
Acredita-se que esta tradução dos escritos bíblicos seja do início do século I, e que foram realizadas por tradutores informais.

## Texto

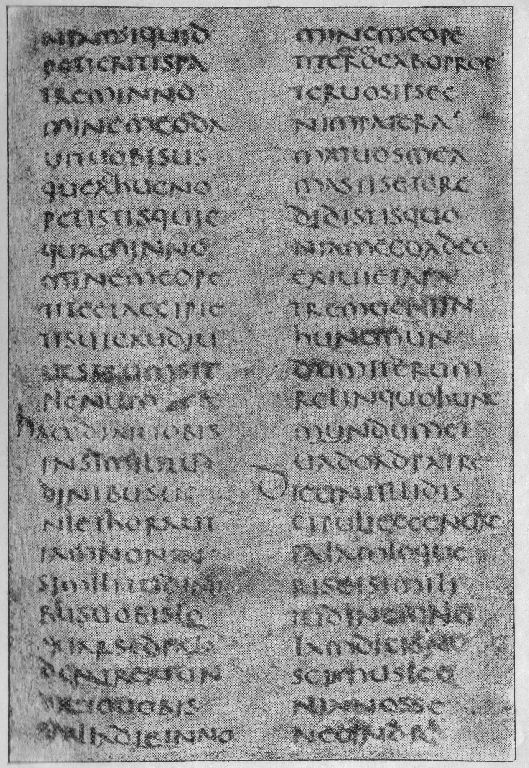
Uma página do Codex Vercellensis, um exemplo da Vetus Latina. Este manuscrito contém o Evangelho de São João, 16,23-30.

Nunca existiu uma única "Bíblia Vetus Latina" como uma coleção de manuscritos bíblicos traduzidos para o latim que precedeu a Vulgata de São Jerônimo.
Depois de comparar a leitura de Lucas 24:4-5 nos manuscritos da Vetus Latina, Bruce Metzger contou "não menos que 27 variações!"
A estas traduções precedentes, muitos estudiosos adicionam frequentemente citações das passagens bíblicas que aparecem nos escritos dos Pais da Igreja Latina. Acredita-se que alguns deles compartilham da leitura de determinados grupos de manuscritos. 
Muitas das versões da Vetus Latina não foram consideradas autorizadas como traduções bíblicas que poderiam ser usadas por toda Igreja. Entretanto, muitos dos textos que fazem parte dos manuscritos da Vetus Latina foram desenvolvidos para suprir uma necessidade de uma comunidade local, ou para ajudar em uma homilia ou sermão. 
Muitos dos manuscritos existentes da Vetus Latina contêm os quatro Evangelhos canônicos e também possuem várias diferenças substanciais de um para o outro. Por outro lado, em outras passagens bíblicas apresentam exatamente o mesmo texto.
Em sua obra "A Doutrina Cristã" (2,16), Santo Agostinho lamenta a variação na qualidade dos textos presentes nos manuscritos disponíveis. Abundam solecismos gramaticais, alguns reproduzindo literalmente expressões no grego ou hebraico conforme constam na Septuaginta. 
Do mesmo modo, os vários manuscritos da Vetus Latina refletem as várias recensões da Septuaginta que circulavam com os manuscritos africanos (tais como o Codex Bobiensis) que preservam leituras do texto típico ocidental, enquanto as leituras nos manuscritos europeus estavam mais próximos do texto típico Bizantino. Várias particularidades gramaticais são das formas gramaticais em uso no latim vulgar que se encontram nos textos.

## Manuscritos
Os textos da Vetus Latina chegou até nosso tempo através de vários códices, os mais conhecidos são:
- Codex Bobbiensis (K) - séc. IV. É um manuscrito africano em unciais. Contém fragmentos dos Evangelhos de Marcos e Mateus;
- Codex Vercellensis (a) - Séc. IV. Texto em unciais. Contém todos os quatro Evangelhos;
- Codex Bezae (q) - Séc. V. É um manuscrito bilingüe, com o grego no verso e o latim na frente. Contém os quatro Evangelhos, Atos e 3 João;
- Codex Monacensis 13 (q) - Séc. VI-VII. Texto em unciais. Contém os quatro Evangelhos;
- Codex Vindobonensis (s) - Séc. VI. Texto em meio uncial. Contém fragmentos dos Actos e as 14 Epístolas católicas;

Uma lista completa dos manuscritos da Vetus Latina, bem como sua descrição podem ser encontradas na obra de Roger Gryson (ver Bibliografia).

## Livros
Segue abaixo os livros bíblicos reunidos no conjunto de manuscritos disponíveis da Vetus Latina. Os títulos estão apresentados
conforme constam nesta tradução:
VETUS TESTAMENTUM
- Genesis
- Exodus
- Leviticus
- Numeri
- Deuteronomium
- Josue
- Judicum (Juízes)
- Ruth
- 1-4 Regum (1 e 2 Reis (1 e 2 Samuel) e 3 e 4 Reis (1 e 2 Reis))
- 1-2 Paralipomenon (Paralipômenos ou Crônicas)
- Esdras
- Nehemias
- 3-4 Esdras
- Tobit
- Judith
- Hester
- Job
- Psalmi (Salmos)
- Proverbia
- Ecclesiastes
- Canticum Canticorum
- Sapientia (Sabedoria de Salomão)
- Sirach, Ecclesiasticus (Sabedoria de Sirac ou Eclesiástico).
- Esaias (Isaías)
- Jeremias (Lamentationes, Baruch)
- Daniel
- XII Prophetae (Doze Profetas)
- I-II Macchabaeorum (1 e 2 Macabeus).

NOVUM TESTAMENTUM
- Matthaeus
- Marcus
- Lucas
- Johannes
- Actus Apostolorum
- Ad Romanos
- Ad Corinthios I
- Ad Corinthios II
- Galatas
- Ad Ephesios
- Ad Philippenses
- Colossenses
- Ad Thessalonicenses
- Timotheum
- Ad Titum
- Philemonem
- Hebraeos
- Epistulae Catholicae (1 e 2 Pedro; 1, 2 e 3 João; Tiago e Judas)
- Apocalypsis Johannes

## Substituição
Com a publicação da Vulgata de São Jerônimo, os textos traduzidos para o Latim ganharam unidade, estilo e consistência, atributos que não eram presentes na Vetus Latina; por esta razão esta foi ficando em desuso com o tempo. 
São Jerônimo, em dua de suas cartas, queixa-se que sua nova versão das Escrituras para o Latim não tenha agradado inicialmente os Cristãos, que estavam familiarizados com as expressões da Vetus Latina. Entretanto, como as cópias da Bíblia completa eram difíceis de se achar, as traduções da Vetus Latina para os vários livros bíblicos foram copiadas junto com os textos da Vulgata, o que gerava não poucos transtornos para a leitura.
Os textos da Vetus Latina organizados como um único livro foram encontrados em manuscritos tardios, datados do séc. XIII. 
Mesmo assim, a Vulgata suplantou a Vetus Latina foi reconhecida como a versão da Igreja Católica no Concílio de Trento.
Abaixo segue uma amostra comparativa entre o texto da Vetus Latina e da Vulgata. O texto em tela refere-se a Lc 6,1-4 segundo o texto que consta no Codex Bezae.
| Vetus Latina | Vulgata |
| --- | --- |
| Et factum est eum in Sabbato secundoprimo abire per segetes discipuli autem illius coeperunt vellere spicas et fricantes manibus             | Factum est autem in sábbato secúndo, primo, cum transíret per sata, vellébant discípuli ejus spicas, et manducábant confricántes mánibus.                           |
| manducabant. Quidam autem de farisaeis dicebant ei, Ecce quid faciunt discipuli tui sabbatis                                                 | Quidam autem pharisæórum, dicébant illis : Quid fácitis quod non licet in sábbatis ?                                                                                |
| quod non licet ? Respondens autem IHS dixit ad eos, Numquam hoc legistis quod fecit David quando esurit ipse et qui cum eo erat ?            | Et respóndens Jesus ad eos, dixit : Nec hoc legístis quod fecit David, cum esurísset ipse, et qui cum illo erant ?                                                  |
| Intro ibit in domum Dei et panes propositionis manducavit et dedit et qui cum erant quibus non licebat manducare si non solis sacerdotibus ? | quómodo intrávit in domum Dei, et panes propositiónis sumpsit, et manducávit, et dedit his qui cum ipso erant : quos non licet manducáre nisi tantum sacerdótibus ? |

O texto do Latim antigo sobreviveu na Igreja em muitas partes, especialmente na Liturgia, como se pode observar no conhecido canto de Natal em Lc 2,14:
| Vetus Latina                                                       | Vulgata                                                                |
| ------------------------------------------------------------------ | ---------------------------------------------------------------------- |
| Gloria in excelsis Deo, et in terra pax hominibus bonae voluntatis | Glória in altíssimis Deo, et in terra pax in homínibus bonæ voluntátis |

Provavelmente a mais conhecida diferença entre o texto da Vetus Latina e da Vulgata seja a oração do Pai Nosso. Enquanto a Vetus Latina traz "quotidianum panem" (pão nosso de cada dia), na Vulgata está "supersubstantialem panem" (pão substancial).